# Trans-Alaska Pipeline System

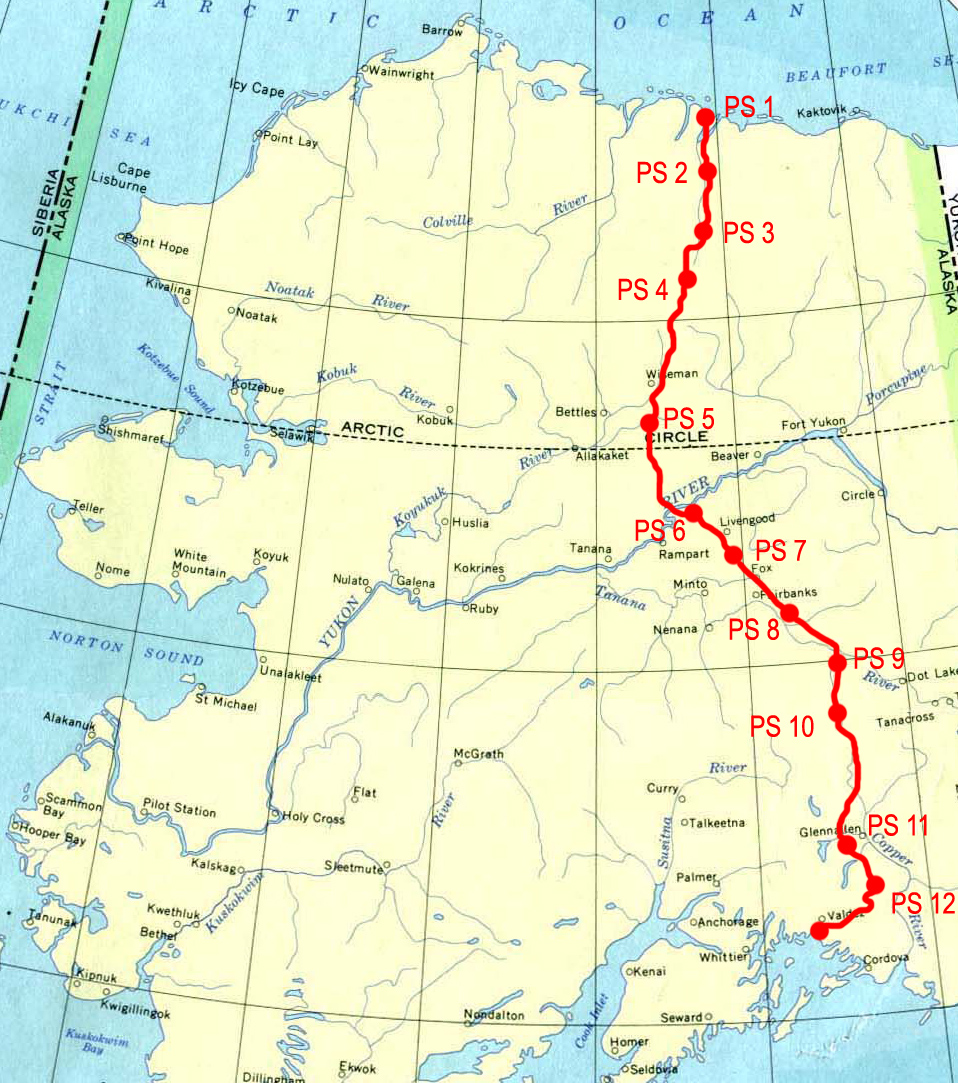
Mappa del percorso dove si snoda il Trans Alaska Pipeline System

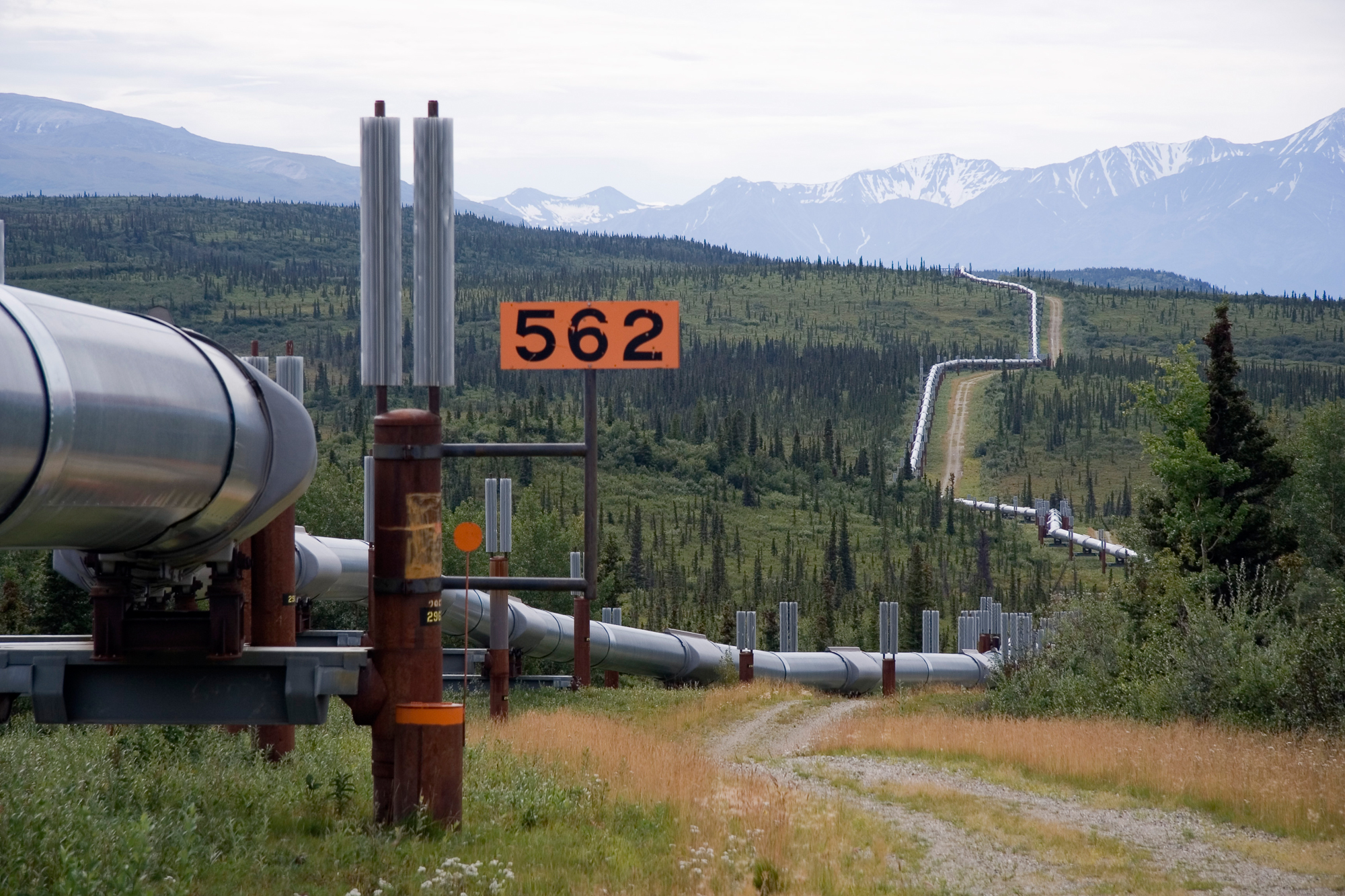
Il TAPS nel 2005

Il Trans Alaska Pipeline System (TAPS) è un oleodotto che attraversa l'Alaska.

## Storia
L'oleodotto, che appartiene alla società privata Alyeska Pipeline Service Company, include la Trans Alaska Pipeline, 11 stazioni di pompaggio, diverse centinaia di chilometri di oleodotti feeder, e il terminal marino di Valdez, che è uno dei sistemi pipeline più grandi del mondo. 
È comunemente chiamato l'Alaska Pipeline, Trans Alaska Pipeline o Alyeska Pipeline, ma quei termini tecnicamente si applicano solo alle 800 miglia (1.287 km) del gasdotto del diametro di 48 pollici (122 cm), che trasporta petrolio da Prudhoe Bay a Valdez, sempre in Alaska.
Il condotto è stato costruito tra il 1974 e il 1977, dopo la crisi petrolifera del 1973 che ha causato un brusco aumento dei prezzi del petrolio negli Stati Uniti. 
Questo aumento ha spinto l'esplorazione del campo di Prudhoe Bay, che da anni era considerato economicamente sfruttabile. 
Ci sono state varie cause legali condotte dagli ambientalisti nel tentativo di fermare il progetto.
La costruzione del gasdotto ha posto una vasta gamma di difficoltà, derivanti soprattutto dal freddo estremo e il terreno isolato; è stato uno dei primi grandi progetti a risolvere i problemi causati dal permafrost, grazie a tecniche di costruzione speciali che sono state sviluppate per far fronte al terreno ghiacciato. 
Il progetto ha attratto decine di migliaia di lavoratori in Alaska, provocando un boom demografico a Valdez, Fairbanks e Anchorage.

## Attività
Il primo barile di petrolio ha viaggiato attraverso l'oleodotto nel 1977, e la produzione su larga scala è iniziata verso la fine dell'anno. Si sono verificati diversi incidenti con notevoli perdite di petrolio, comprese quelle causate da atti di sabotaggio, errori di manutenzione e dai fori di proiettili da arma da fuoco di cacciatori. La fuoriuscita di petrolio più significativa associata all'oleodotto è quella della Exxon Valdez, anche se non coinvolge direttamente l'oleodotto. Fino al 2010 grazie all'oleodotto sono stati trasportati quasi 16 miliardi di barili (2,5×109 m3) di petrolio.